# Абипоны

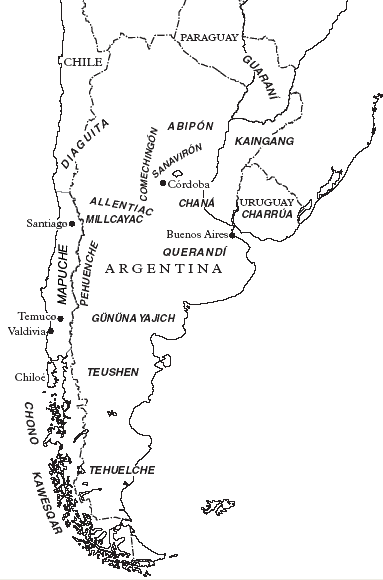

Абипоны — некогда коренное население севера Аргентины и юга Парагвая, проживавшее в области Гран-Чако. В начале XIX века исчезли, либо ассимилировались европейскими народами.

## История
К приходу европейцев жили к северу от реки Рио-Бермехо, под натиском испанцев они заняли территорию южнее, между реками Рио-Бермехо и Рио-Саладо. Были сосредоточены на территории современной Аргентины — в провинциях Санта-Фе и Сантьяго-дель-Эстеро. Были кочевниками, преимущественно занимались охотой, собирательством, рыболовством. Вступив в контакт с испанцами переняли у них лошадей в 1641 году и стали называться «конным народом». Знали гончарное дело, прядение и ткачество из растительных волокон. Жили родовыми союзами. В течение 150 лет оказывали сопротивление испанским конкистадорам. Первые серьёзные притеснения и попытки окатоличивания начались в 1710 году. Особенно хорошо в этом преуспел австрийский иезуит, который имел опыт проживания более 18 лет в Парагвае, Мартин Добрицхоффер. Под его влиянием они стали оседлыми и перешли в католичество. Испанцы постоянно проводили рейды на их землях и близлежащих племён Тоба. К 1768 году больше половины народности умерло в результате заболеваний, занесённых европейцами и к этому времени их насчитывалось не более 5 тыс. человек. В результате иезуитских миссий абипоны латинизировались и практически потеряли за короткое время свою самобытную культуру, остатки ассимилировались с испанцами.

## Культура
Заметки об абипонах, наиболее подробные, дошли до наших дней от иезуита Мартина Добрицхоффера, который прожил среди них около 7 лет. Он описывал их как красивых людей с чёрными глазами, орлиным носом, густыми чёрными волосами, средний рост был 1.80 м. Мужчины выбривали себе переднюю часть головы. Женщины наносили себе татуировки чёрного цвета с различными символами. Мужчины и женщины прокалывали себе губы и уши. Женщины порой отличались более явной агрессивностью, чем мужчины. Среди оружия использовали лук и копьё, в сражениях надевали шкуры тапира и ягуара. Были хорошими пловцами и быстро усвоили искусство лошадиных всадников. Добрицхоффер в своих заметках пишет, что когда было наводнение в течение 5 месяцев, то они удачно приспособились жить на островах в постройках, сооружённых из дерева. Девочек как правило выдавали замуж до 13 лет. Чарльз Дарвин застав к тому времени остатки абипонов писал о них следующее:

Нередко бывало и так, что когда жених согласовывал покупку дочери с её родителями и она за него выходила замуж не по любви, то после сделки она нередко от него сбегала и скрывалась. Среди абипонов нельзя было иметь более 2 детей и нередко были детоубийства. Детей кормили грудью вплоть до 2-х летнего возраста.